# Place Sans-Nom
La place Sans-Nom est située dans le 12e arrondissement de Paris.

## Situation et accès
Elle forme un carrefour avec le boulevard de Picpus, le boulevard de Reuilly, la rue Louis-Braille et la rue de Picpus. Pour ne pas modifier les adresses postales, la place ainsi désignée correspond à l'espace localisé en face des nos 10 et 12 du boulevard de Picpus. La ligne de métro 6 venant de la station Bel-Air devient souterraine sous la place Sans-Nom avant d'arriver à la station Daumesnil.

## Origine du nom
La dénomination figure pour la première fois en 2004 dans le compte rendu d'une association de riverains fondée pour réaménager le lieu. Repris dans les débats du conseil de quartier, le terme s'impose dans le débat public et est proposé au vote du Conseil de Paris le 9 décembre 2019 Le projet a été adopté à main levée .

## Historique
La place Sans-Nom est située à l'emplacement de l'ancienne barrière de Picpus.

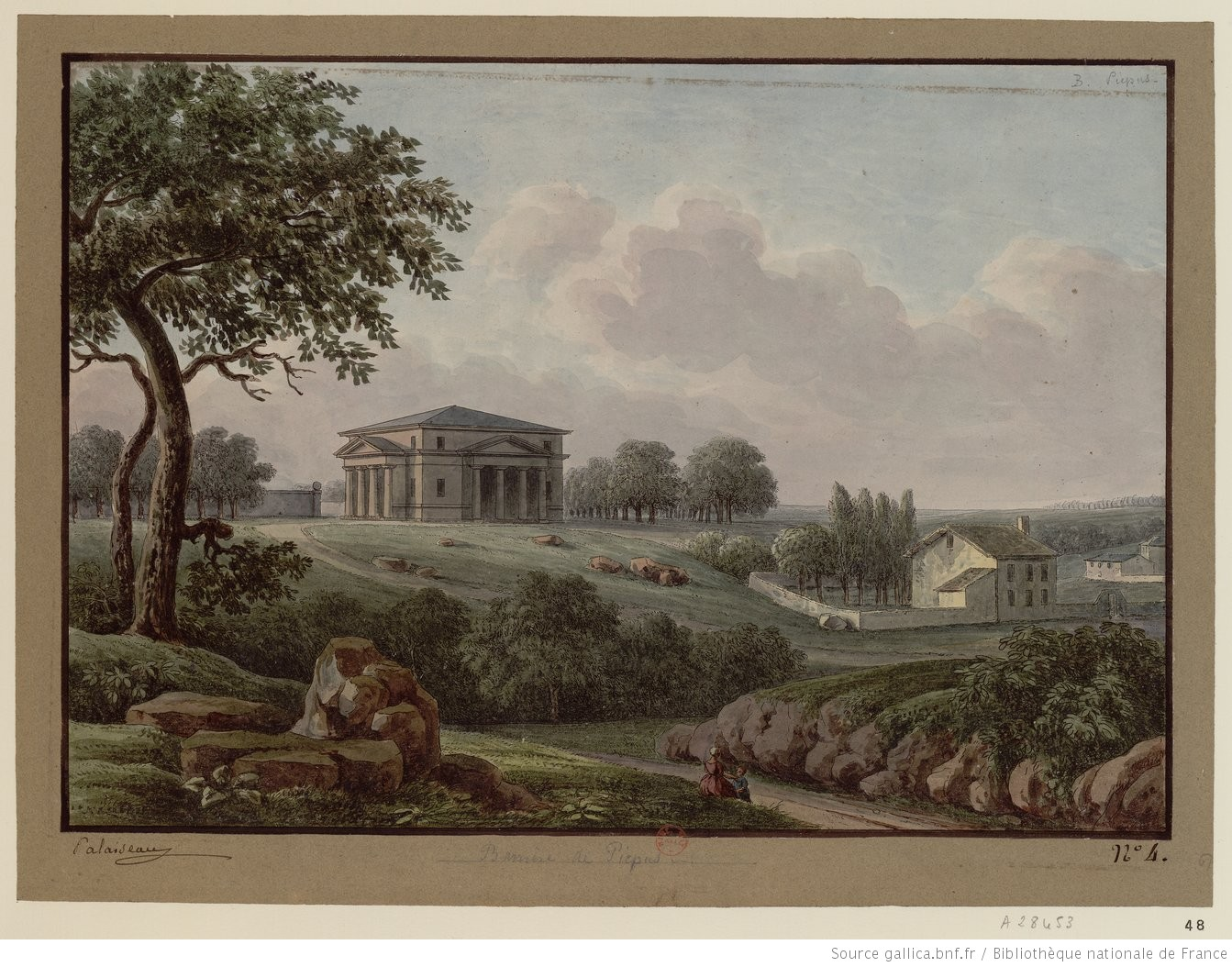
La barrière de Picpus (à l'emplacement de la place Sans-Nom) en 1819.

## Activités
L'association Circul'Livre (organisation qui facilite et anime le partage de livres entre les participants) et les Incroyables Comestibles (jardinage des bacs) s'y retrouvent chaque premier dimanche du mois. Ils y ont organisé un troc vert festif (livres et plantes) avec la chorale L'Écho râleur en 2019.